# Зет (митологија)
Зет је име неколико јунака из грчке митологије.

## Митологија
1. Зет је био један од Бореада, син Бореје, чија је судбина повезана са судбином његовог брата Калеја.[1]
2. Зет је био син Зевса и Антиопе из Тебе и Амфионов брат близанац. Према Хомеровој „Одисеји“, оженио се Пандарејевом кћерком Аедоном и умро је од бола када је она убила њиховог сина Итила, а према Аполодору, био је ожењен Тебом.[2] Као његова супруга помиње се и Ниоба. Када је рођен, заједно са својим братом је остављен у шуми, где их је нашао и одгајио један пастир. Зет је израстао у снажног младића, који се посветио лову, обради земље и чувању стоке. Када је њихова мајка дошла на Китерон, близанци су је препознали. Она им је испричала да је преживела патње које су јој нанели Лик и Дирка. Зато су убили Дирку тако што су је везали за рогове бика, те је издахнула у страшним мукама. Према једној причи, убили су и Лика, а према другој, Хермес им је то забранио, али им је заузврат омогућио да владају Тебом. Такође им је наредио да га град опашу бедемима.[3]